# Larry Miller
Lawrence John "Larry" Miller (15 de outubro de 1953) é um ator, comediante, dublador, escritor, podcaster e colunista americano. Conhecido por papéis coadjuvantes, interpretou muitos tipos arrogantes, gananciosos e bajuladores.
Seus papéis mais lembrados nos cinema foram o balconista "Mr.
Walter" em Pretty Woman (1990), o pai solteiro Walter Stratford em 10 Things I Hate About You (1999) e o cabeleireiro Paolo Puttanesca em The Princess Diaries (2001) e The Princess Diaries 2: Royal Engagement (2004). Por quatro vezes, interpretou um reitor de faculdade/universidade em filmes: The Nutty Professor (1996), The Computer Wore Tennis Shoes (1995), Necessary Roughness (1991) e Nutty Professor II: The Klumps (2000). Miller também já atuou em vários mocumentários de Christopher Guest; e em filmes do cineasta Garry Marshall.
Miller é um grande amigo do comediante Jerry Seinfeld e chegou a fazer testes para o papel de George Costanza. Ele atuou em dois episódios da série My Wife and Kids como o desagradável Stuart Tyler, além de reprisar seu papel como Walter Stratford em 10 Things I Hate About You: The Series. Ele também foi destaque nas séries Mad About You, Dilbert e Boston Legal
Como comediante de stand-up, ele é mais conhecido por seu monólogo "Os Cinco Níveis de Beber", definido pela crítica como "magistral, bem escrito e influente". De 2002 a 2004, Miller escreveu uma coluna para a revista The Weekly Standard. Entre 2012 e 2020, Miller começou um podcast semanal na Carolla Digital Network, This Week with Larry Miller, que posteriormente foi renomeado para The Larry Miller Show, e que teve sua última transmissão em 2 de dezembro de 2020, devido à pandemia de COVID-19..

## Biografia
Miller nasceu em Valley Stream, Nova York,  em Long Island. Ele estudou música no Amherst College. Ele é judeu. Ele disse que uma de suas avós era da Letônia e um de seus avôs era da Áustria.

## Filmografia
- Idas e Vindas do Amor... Homem no Aeroporto (2009)
- Uma Linda Mulher... Senhor Hollister (1990)
- Necessary Roughness... Dean Phillip Elias (1991)
- O Professor Aloprado... Dean Richmond (1996)
- Pros & Cons... Ben Babbitt (1999)
- Dilbert... Pointy-Haired Boss (1999-2000) (voz)
- Buzz Lightyear do Comando Estelar ... XR (2000-2001) (voz)
- O Professor Aloprado 2: A Família Klump... Dean Richmond (2000)
- As Desventuras de Max Keeble... Elliot T. Jindrake (2001)
- O Diário da Princesa... Paolo (2001)
- Eu, a Patroa e as Crianças... Stuart Tyler (2001)
- A Guy Thing... Ministro (2003)
- O Diário da Princesa 2... Paolo (2004)
- Justiça sem Limites ... Edwin Poole (2004) (3 episódios)
- Lucas - Um Intruso No Formigueiro ... Pai de Lucas (2006) (voz)
- Competindo com os Steins ... Arnie Stein (2006)
- Ninguém Segura Essa Garota ... Richard Connelly (2007)
- Agente 86: Bruce e Lloyd fora de controle... Subchefe (2008)
- 10 Things I Hate About You... Walter Stratford (1999)